# Susie Wolff
Suzanne "Susie" Wolff, MBE (Oban, 6 de dezembro de 1982) é uma ex-piloto profissional de automóveis britânica.
Até outubro de 2011 era conhecida com seu nome de solteira, Susie Stoddart. Alterou o sobrenome ao casar-se com o empresário e chefe principal da equipe de Fórmula 1 da Mercedes, Toto Wolff. Disputa desde 2006 a DTM com carros da Mercedes Benz.
Em 2012 foi contratada equipe Williams como piloto de testes.
Em novembro de 2015, anunciou a sua aposentadoria. E, em junho de 2018, foi nomeada chefe de equipe da Venturi Racing, equipe que atualmente disputa o campeonato de Fórmula E. Ela foi promovida ao cargo de diretora executiva da Venturi em 24 de novembro de 2021.